# Barranc de Canissera
El Barranc de Canissera, és un barranc del terme de Castell de Mur (antic terme de Mur), en territori de les Esplugues.
Es forma a prop i al sud-est de l'antic pobles de les Esplugues, a migdia de la carretera LV-9124, a 654 metres d'altitud, des d'on davalla cap a migdia, deixant la partida de les Esplugues a ponent i la de Canissera a llevant, fins que s'aboca en la llau de la Grallera a migdia de la de Canissera.